# Ayran

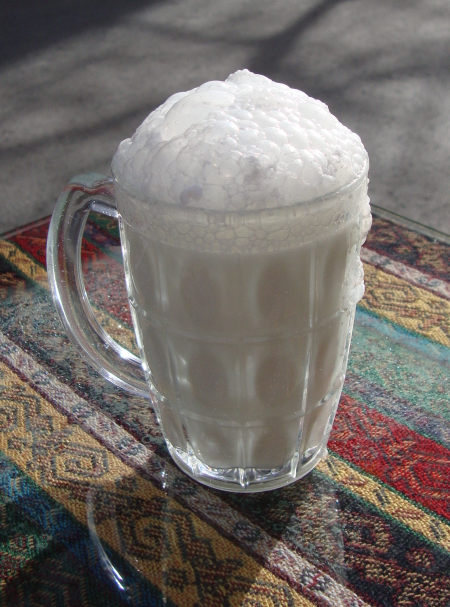
Frischer Ayran mit Schaumkrone

Ayran ist ein Getränk aus Vorderasien, vornehmlich aus der Türkei und dem Kaukasus. Es wird üblicherweise auf Basis von Joghurt, Wasser und Salz zubereitet. Industriell hergestellter Ayran kann neben Wasser auch Milchpermeat enthalten.

## Herstellung
Zur Zubereitung werden Joghurt und Wasser im Verhältnis 2:1 mit etwas Salz schaumig gerührt. Als Basis dient vollfetter Joghurt aus Schaf- oder Kuhmilch mit stark säuernden Kulturen (Streptococcus thermophilus und Lactobacillus bulgaricus). Vereinzelt wird Ayran mit Zitronenmelisse, Minze oder Basilikum aromatisiert. Neben der üblichen salzigen Variante wird Ayran auch mit Fruchtgeschmack angeboten. Traditionell wird in der ländlichen Türkei einem ankommenden Gast Ayran gereicht.
Der Fettanteil liegt bei 3,0 % Fett und der physiologische Brennwert beträgt ca. 180 kJ/100 g (43 kcal/100 g).

## Varianten
Durch die nomadisch geprägte Küche der Turkvölker Zentralasiens verbreitete sich Ayran unter dem armenischen Namen Tan in Russland als Gesundheitsgetränk. Tan ist sowohl mit als auch ohne Kohlensäure erhältlich, es existieren vielfältige Geschmacksvarianten, z. B. aus Ziegenmilch, mit Gurkensaft, mit Dill, anderen Kräutern oder mit schwarzem Pfeffer. Vergleichbare Joghurtgetränke sind im Kaukasus (Kefir) oder anderen südasiatischen und orientalischen Ländern bekannt, z. B. Lassi in Indien und Pakistan sowie Dugh in Afghanistan und dem Iran, den es in salzigen und süßen Varianten mit verschiedenen Gewürzen gibt.

Durch die West-Expansion des Osmanischen Reiches gelangte das Getränk auch in die Küche der Balkan-Länder. In Albanien ist es als Dhallë bekannt.

## Geschichte
Der Ursprung des Ayran lässt sich zeitlich nicht einordnen. Auch die geografischen Wurzeln sind umstritten. Vieles deutet darauf hin, dass Ayran seinen Ursprung im Kaukasus und dem anatolischen Raum hat. Möglicherweise entdeckten ihn nomadische Stämme der Gök-Türken, die in der Zeit von 552 bis 745 n. Chr. zwischen dem Kaspischen Meer und der Mandschurei herrschten. Diese vermischten sauer gewordenen Joghurt mit Wasser und erhielten so das Erfrischungsgetränk auf Joghurtbasis.
Im Zuge der Islamisierung der Turkvölker ersetzte Ayran vor allem aber auch das leicht alkoholhaltige Milchgetränk Kumys (vergorene Stutenmilch).

## Status als türkisches Nationalgetränk
Das türkische Handelsministerium verurteilte im Jahr 2015 die staatseigene Firma Çaykur wegen eines Werbespots für den Eistee Didi zur Zahlung einer Geldstrafe von umgerechnet 70.250 Euro. Im Werbespot wurde mit dem Satz geworben: „Ich habe Ayran getrunken, das hat mich einschlafen lassen.“ Grund war die „grundlose Herabwürdigung“ des Getränks Ayran. Ayran war im Jahr 2013 vom türkischen Premierminister Recep Tayyip Erdoğan in den Rang eines Nationalgetränks erhoben worden.